# Siete maravillas de Cataluña
Las Siete Maravillas de Cataluña es el nombre de un concurso público para seleccionar los siete edificios o conjuntos arquitectónicos más notables de Cataluña (España).
El concurso fue iniciado por la Organización Capital de la Cultura Catalana y Catalunya Ràdio y patrocinado por TV3 y El Punt entre otros. 
Se dividió la comunidad en siete regiones, cada una con una serie de candidatos. Entonces se seleccionó, mediante voto popular, un ganador en cada región. Fue votado por el público general el 30 de mayo de 2007.

## Ganadores
| Maravilla                               | Temática                          | Ubicación        | Imagen |
| --------------------------------------- | --------------------------------- | ---------------- | ------ |
| Templo Expiatorio de la Sagrada Familia | Templo católico de Gaudí          | Barcelona        |        |
| Catedral de la Seu Vella de Lérida      | Catedral románica y gótica        | Lérida           |        |
| Tarraco                                 | Ruinas romanas                    | Tarragona        |        |
| Centro histórico de Vich                | Monumentos y edificios históricos | Vich             |        |
| Catedral de Gerona                      | Catedral gótica del siglo XI      | Gerona           |        |
| Monasterio de San Miguel de Cuixá       | Monasterio benedictino            | Codalet, Francia |        |
| Bodega Cooperativa de Gandesa           | Edificio modernista del siglo XX  | Gandesa          |        |